# Гранніс (Арканзас)
Гранніс (англ. Grannis) — місто (англ. town) в США, в окрузі Полк штату Арканзас. Населення — 496 осіб (2020).

## Географія
Гранніс розташований за координатами 34°14′25″ пн. ш. 94°19′18″ зх. д. / 34.24028° пн. ш. 94.32167° зх. д. (34.240208, -94.321675).  За даними Бюро перепису населення США в 2010 році місто мало площу 20,99 км², з яких 20,87 км² — суходіл та 0,12 км² — водойми.

## Демографія
Згідно з переписом 2010 року, у місті мешкали 554 особи в 196 домогосподарствах у складі 142 родин. Густота населення становила 26 осіб/км².  Було 256 помешкань (12/км²). 
Расовий склад населення:
| - 79,8 % — білих - 5,2 % — корінних американців - 1,6 % — чорних або афроамериканців - 12,3 % — осіб інших рас |

До двох чи більше рас належало 1,1 %. Іспаномовні складали 25,6 % від усіх жителів.
За віковим діапазоном населення розподілялося таким чином: 27,4 % — особи молодші 18 років, 61,4 % — особи у віці 18—64 років, 11,2 % — особи у віці 65 років та старші. Медіана віку мешканця становила 36,0 року. На 100 осіб жіночої статі у місті припадало 105,9 чоловіків;  на 100 жінок у віці від 18 років та старших — 107,2 чоловіків також старших 18 років.
Середній дохід на одне домашнє господарство  становив 48 943 долари США (медіана — 40 690), а середній дохід на одну сім'ю — 52 089 доларів (медіана — 41 513). За межею бідності перебувало 26,5 % осіб, у тому числі 40,9 % дітей у віці до 18 років та 25,6 % осіб у віці 65 років та старших.
Цивільне працевлаштоване населення становило 244 особи. Основні галузі зайнятості: виробництво — 34,0 %, освіта, охорона здоров'я та соціальна допомога — 18,9 %, будівництво — 13,1 %, сільське господарство, лісництво, риболовля — 11,9 %.